# 255.ª Divisão de Infantaria (Alemanha)
A 255ª Divisão de Infantaria (em alemão:255. Infanterie-Division) foi uma unidade militar que serviu no Exército alemão durante a Segunda Guerra Mundial.

## Comandantes
| Comandante                            | Data                                         |
| ------------------------------------- | -------------------------------------------- |
| General der Infanterie Wilhelm Wetzel | 26 de agosto de 1939 - 12 de janeiro de 1942 |
| Generalleutnant Walter Poppe          | 12 de janeiro de 1942 - ? de outubro de 1943 |

## Oficiais de operações
| Major Ulrich Bürker     | 1 de setembro de 1939-Oct 1939          |
| Major Hans Elchlepp     | outubro de 1939-10 de agosto de 1940    |
| Major Georg Metzke      | 10 de agosto de 1940-1 de março de 1942 |
| Hauptmann Fritz Blasius | ?-agosto de 1943                        |

## Área de operações
| Alemanha                       | setembro de 1939 - maio de 1940 |
| França                         | maio de 1940 - junho de 1941    |
| Frente Oriental, setor central | junho de 1941 - abril de 1943   |
| Frente Oriental, setor sul     | abril de 1943 - outubro de 1943 |
| França                         | outubro de 1943                 |